# Nemeritis scaposa
Nemeritis scaposa là một loài tò vò trong họ Ichneumonidae.